# Hatebreed

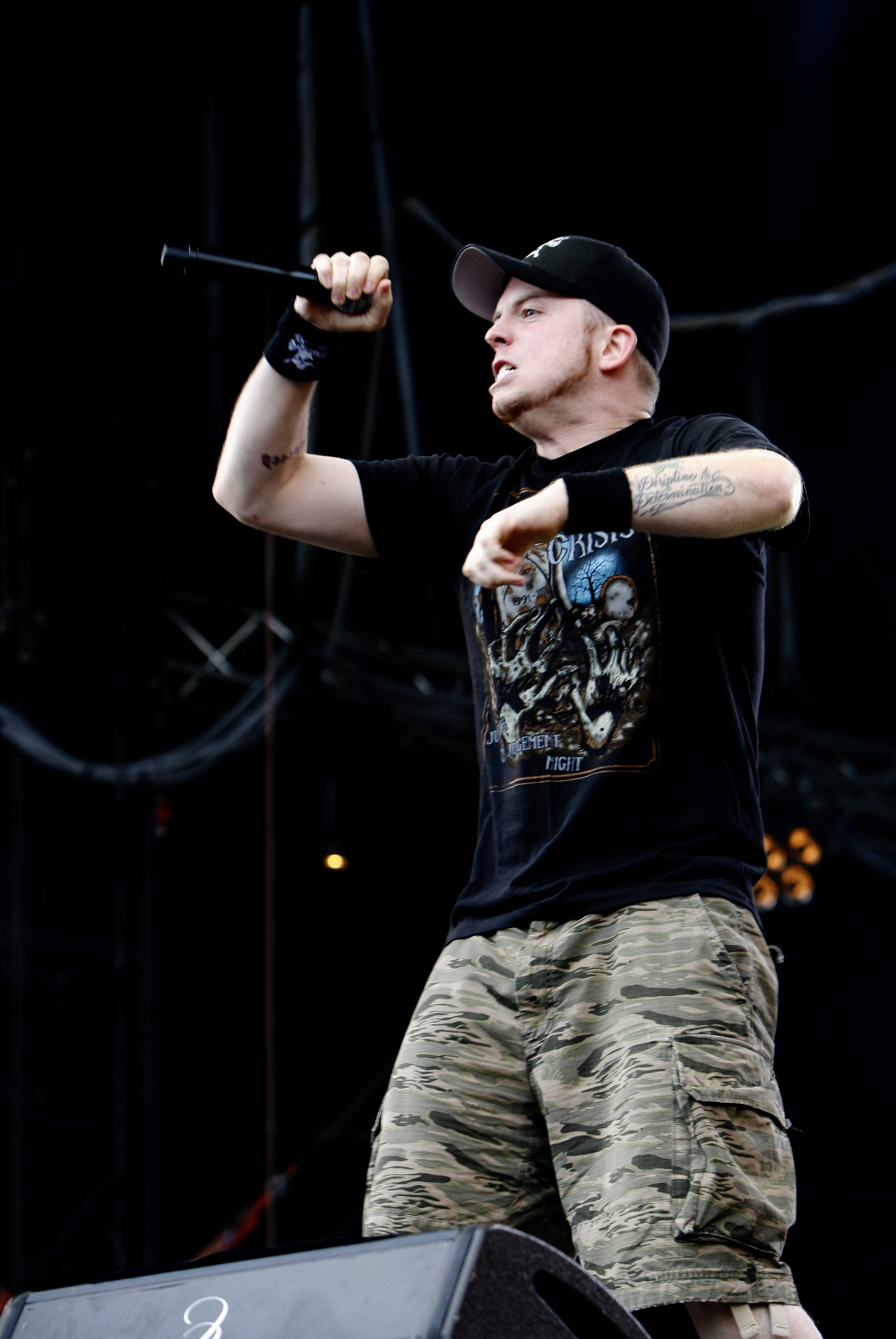
Jamey Jasta

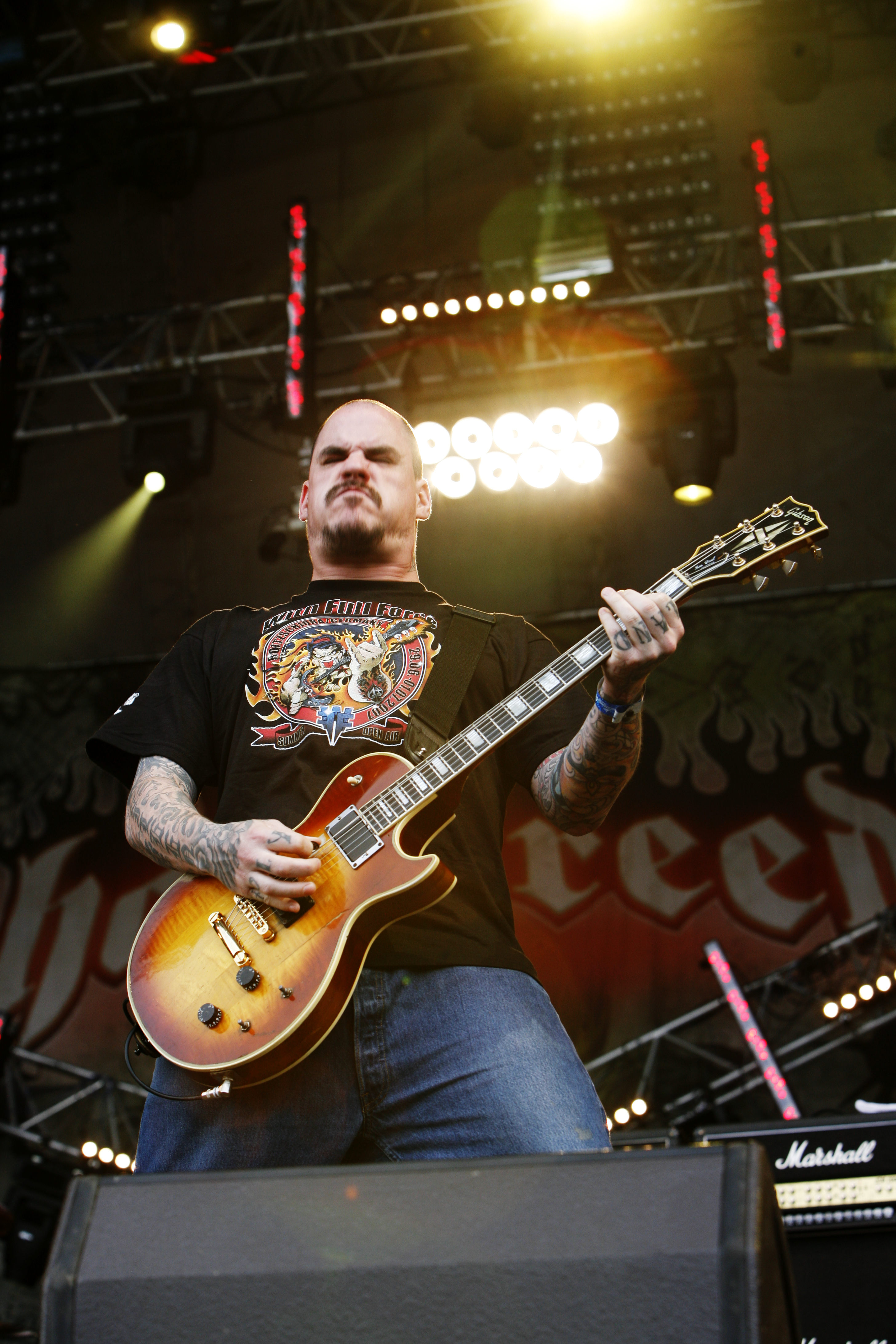
Sean Martin

Hatebreed – amerykańska grupa muzyczna wykonująca hardcore oraz metalcore. 

## Historia
Powstała w 1994 z inicjatywy muzyków pochodzących z kapel Bridgeport i New Haven w stanie Connecticut. Zespół podczas nagrywania drugiego albumu Perseverance, przy aranżacji utworu Final Prayer zaprosił do zagrania solówki oraz do zaśpiewania w chórkach Kerry’ego Kinga z grupy Slayer. 
Wokalista grupy Jamey Jasta prowadził w stacji telewizyjnej MTV program Headbangers Ball.
W czerwcu 2025 u gitarzysty Wayne’a Lozinaka zdiagnozowano guz mózgu, wobec czego podczas europejskiej trasy koncertowej jego miejsce zajął dotychczasowy basista Matt Bachand, a jego obowiązki przejął zaangażowany z zewnątrz Carl Schwartz.

## Muzycy
| Obecny skład zespołu - Jamey Jasta – śpiew (1994–) - Wayne Lozinak – gitara (1994–1996, 2009–) - Matt Byrne – perkusja (2000–) - Frank Novinec – gitara (2005–) - Matt Bachand – gitara basowa (2025–), gitara (2025–) |  | Byli członkowie zespołu - Larry Dwyer Jr. – gitara (1994–1996) - Dave Russo – perkusja (1994–1996) - Matt McIntosh – gitara (1996–1999) - Jamie „Pushbutton” Muckinhaupt – perkusja (1997–1999) - Lou „Boulder” Richards (zmarły) – gitara (1997–2002) - Sean Martin – gitara (2000–2009) - Chris Beattie – gitara basowa (1994–2025) - Carl Schwartz – gitara basowa (2025–) |

## Dyskografia
Albumy studyjne
| 1996                           | Under the Knife (EP) - Data: 13 listopada 1996 - Wydawca: Smorgasbord                    | –  | –   | –  | –  | –  | –  | –  | –  |                  |
| 1997                           | Satisfaction Is the Death of Desire - Data: 11 listopada 1997 - Wydawca: Victory Records | –  | –   | –  | –  | –  | –  | –  | –  | - USA: 150 tys.+ |
| 2002                           | Perseverance - Data: 12 marca 2002 - Wydawca: Universal Music                            | –  | –   | –  | –  | –  | 50 | –  | —  | - USA: 220 tys.+ |
| 2003                           | The Rise of Brutality - Data: 28 października 2003 - Wydawca: Universal Music            | –  | –   | –  | –  | –  | 30 | –  | –  | - USA: 32 tys.+  |
| 2006                           | Supremacy - Data: 29 sierpnia 2006 - Wydawca: Roadrunner Records                         | –  | 112 | 32 | 95 | 56 | 31 | 64 | 52 | - USA: 27 tys.+  |
| 2009                           | Hatebreed - Data: 29 września 2009 - Wydawca: E1 Music                                   | 73 | 156 | –  | –  | –  | 37 | 60 | 45 | - USA: 24 tys.+  |
| 2013                           | The Divinity of Purpose - Data: 29 stycznia 2013 - Wydawca: Razor & Tie                  | 86 | –   | –  | 40 | –  | 20 | 28 | 25 | - USA: 17 tys.+  |
| 2016                           | The Concrete Confessional - Data: 13 maja 2016 - Wydawca: Nuclear Blast                  | 92 | 138 | 33 | 20 | –  | 25 | 23 | 17 |                  |
| 2020                           | Weight of the False Self - Data: 27 listopada 2020 - Wydawca: Nuclear Blast              | 92 |     |    |    |    |    |    |    | - USA: 16 tys.+  |
| „—” pozycja nie była notowana. |                                                                                          |    |     |    |    |    |    |    |    |                  |

Tribute albumy
| Rok  | Tytuł                                                 | Pozycja na liście | Sprzedaż        |
| Rok  | Tytuł                                                 | USA               | Sprzedaż        |
| ---- | ----------------------------------------------------- | ----------------- | --------------- |
| 2009 | For The Lions - Data: 5 maja 2009 - Wydawca: E1 Music | 58                | - USA: 10 tys.+ |

Albumy koncertowe
| Rok  | Tytuł                                                      |
| ---- | ---------------------------------------------------------- |
| 2010 | Live In Dallas - Data: 2 września 2008 - Wydawca: E1 Music |

Splity
| Rok  | Tytuł                                                           |
| ---- | --------------------------------------------------------------- |
| 1995 | Hatebreed & Neglect - Data: 1995 - Wydawca: Stillborn Records   |
| 1997 | Hatebreed & Integrity - Data: 1997 - Wydawca: Stillborn Records |